# San Francisco Stock Exchange

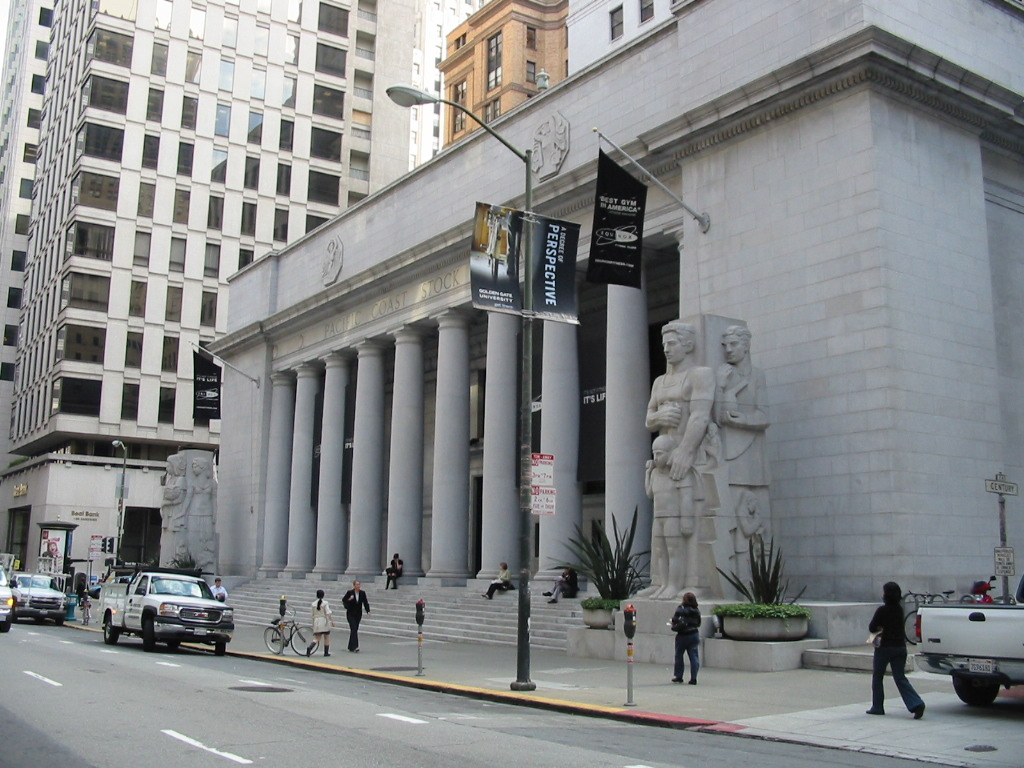
L'ancien bâtiment de la bourse de San Francisco

La San Francisco Stock Exchange a accueilli plusieurs centaines de compagnies minières dans la seconde partie du XIXe siècle. Ses énormes variations ont fait la fortune de plusieurs grands mécènes et banquiers de la ville. Pour Robert-Louis Stevenson, c'est une « machine à pomper en permanence l'argent de la poche des pauvres vers celle des millionnaires », tandis qu'elle a inspiré un chapitre entier d'un roman de Jules Verne, Les Cinq Cents Millions de la Bégum. Mark Twain, accusé de corruption pour des articles favorables à certains mines dans le Territorial Enterprise, l'évoque dans son autobiographie. La Bourse et ses archives disparaissent dans l'incendie résultant du séisme de 1906, mais son héritage culturel a été repris par la Bourse de Vancouver.

## Histoire

### Les années 1862 et 1863
La San Francisco Stock Exchange a ouvert le 11 septembre 1862, en pleine guerre de Sécession sous le nom de San Francisco Stock and Exchange Board. La ville n'a alors que 75 000 habitants et vient d'accueillir la ligne de chemin de fer du Central Pacific Railroad. Le Pony Express apporte les lettres pour 5 dollars, le prix d'une journée de travail d'un employé, le reste du courrier arrive par le train de Panama et la Pacific Mail, tandis qu'une ligne télégraphique est en construction.
Dès la création de la Bourse, tous les yeux sont rivés sur le Comstock Lode de Virginia City (Nevada), où un très riche gisement d'or et d'argent a été découvert en 1859, trois ans plus tôt. Dès le début, quarante courtiers sont membres, dont une quinzaine ont leur nom dans l'annuaire de la Bourse, et des sociétés de différents secteurs sont cotées, au-delà des simples compagnies minières. La plupart des courtiers sont alors installés sur Montgomery Street ou dans les rues adjacentes. Ils sortent de leur bureau pour se rencontrer et conclure des transactions, d'où l'idée de les réunir tous au même endroit. L'idée vient de deux courtiers membres, Franklin Lawton et Elisha Teacle, qui ont auparavant opéré comme membre du New York Stock Exchange.
Le 15 avril 1863, une autre institution est créée, le San Francisco Board of Brokers, qui réunit 80 courtiers au 430 Montgomery Street, puis c'est le Board of Brokers en juillet 1863, quelques mois après. Entre-temps, le 23 mars, deux Stock Board se sont créés, l'un à Sacramento et l'autre à Virginia City (Nevada), qui disparaît l'année suivante.
L'année 1863 voit la première vague spéculative sur les actions des compagnies minières du Comstock Lode. Les milieux d'affaires de la ville voient d'un mauvais œil la création de la Bourse, et s'y faire coter revient à se priver du crédit des banques, faute de confiance. En octobre 1862, la faillite d'un commerçant est commentée avec ironie dans le San Francisco Bulletin en disant qu'il avait spéculé sur les actions minières. Les 40 courtiers sont comparés avec les 40 voleurs d'Ali-Baba. Le tableau des premières journées de transaction fait la part belle aux sociétés minières.

### 1864 et laBank of California
Les membres peuvent aussi compter sur le soutien d'un journal qui suit la Bourse, le Mining and Scientific Press et ils ont leur propre « circulaire » centrale, diffusée aux clients, dès 1864, l'année où la création de la Bank of California est perçue comme un fort soutien à la nouvelle bourse. L'année suivante, c'est la cotation du Tunnel de Sutro, capitalisé de 3 millions de dollars, qui suscite espoirs et critiques à la fois.
La Bourse fixe le taux des commissions des courtiers et publie un tableau des mines, qui précise leur capitalisation et leur profondeur, ainsi que la production annuelle en dollars. En 1867, les 13 premières ont produit 13,7 millions de dollars, dont 2,7 millions pour la première "Cholar Potosi", qui utilise l'air comprimé pour les outils destinés à percer le roc.

### 1868: premiercorner, premières décisions difficiles
Le 15 février 1868, l'action Hale and Norcross fait l'objet d'une bataille boursière qui vire au corner. Son cours monte à 7 100 dollars, mettant en difficulté ceux qui ont pratiqué la vente à découvert: plus personne veut leur consentir de crédit. Le Mining and Scientific Press révèle que Franklin Lawton, en sa qualité d'ancien du New York Stock Exchange, a proposé qu'une liste d'actions victime de corner puisse être temporairement dispensé d'appel de marge, mais cette décision est ensuite elle-même suspendue, pour l'action Hale and Norcross, toujours selon le Mining and Scientific Press.

### Les volumes d'échanges exprimés en pieds, les ordres punaisés aux murs
Les volumes d'actions empruntés ou échangés sont exprimés en pieds, car ils représentent une partie de la mine. Les dividendes sont la plupart du temps versés en actions, souvent sous la forme de la scission d'une nouvelle partie de la mine. L'augmentation de capital est utilisée fréquemment, mais sous forme de split : les actionnaires reçoivent une nouvelle action lorsque le cours a beaucoup monté, ce qui facilite la revente.

### 1875, l'année de tous les records
La San Francisco Stock Exchange a connu sa meilleure année en 1875, l'année où la capitalisation boursière de la Consolidated Virginia mining company a dépassé un milliard de dollars, grâce à la découverte en mars 1873 du Big Bonanzza.
Via le télégraphe transcontinental américain, des ordres d'achat arrivent du monde entier. Ils sont punaisés sur un grand mur de la bourse. Jules Verne s'en inspire en 1879, pour écrire son roman Les Cinq Cents Millions de la Bégum, qui consacre un chapitre entier à la San Francisco Stock Exchange et aux faillites de sociétés en série. C'est le cas lors de la chute, le 26 août 1875, de la Bank of California, principal créancier des mines du Comstock Lode, qui entraîne le suicide de son fondateur puis ceux du fondateur de la Banque Workman et Temple et d'un responsable d'usine à Panamint City (Californie), une ville fantôme, qui venait de voir neuf sociétés lever 42 millions de dollars, en quelques mois, avant d'abandonner.
En 1879 aussi, le hurlement de la foule toute la journée devant la San Francisco Stock Exchange est décrit par Robert Louis Stevenson, qui cherche du travail dans la ville.
Les chinois, privés de certains métiers à San Francisco, sont parmi les investisseurs les plus assidus. Le prix d'un siège monte à 43 000 dollars, une vingtaine de nouveaux membres sont admis et une société qui veut se faire coter doit payer un droit de 2 000 dollars. Mais un concurrent se crée : le Pacific Stock Exchange.

## Les millionnaires de la Bourse
Les compagnies minières du Comstock, par leur succès, font émerger une foule de millionnaires qui animent la vie politique et couvrent San Francisco de grands bâtiments et de services de pointe pour l'époque : James Graham Fair, John William Mackay, James C. Flood et leur Banque du Nevada, Adolph Heinrich Joseph Sutro, William Sharon et sa Bank of California ou encore John P. Jones et Alvinza Hayward. On leur doit le Palace Hotel et le « Théâtre de Californie », ou encore le Hayward Park, le Kohl Building et le palais du James C. Flood Mansion.

## Les fusions avec d'autres Bourses
Le "San Francisco Stock and Bond Exchange", bourse rivale créé en 1882 à San Francisco rachète en 1928 le nom de San Francisco Stock Exchange, tandis que la bourse de 1862 devient l'"Old San Francisco Stock Exchange" appelée aussi "San Francisco Mining Exchange". Le "San Francisco Curb Exchange", opéré dans la rue sans procédures officielles, est absorbé par nouveau San Francisco Stock Exchange en 1938.
En 1957, la San Francisco Stock Exchange a fusionné avec d'autres marchés boursiers régionaux américains, parmi lesquels la Bourse de Los Angeles, qui a donné son nom au nouvel ensemble, Pacific Coast Stock Exchange, avec des parquets de négociation maintenues dans les différentes villes. Il sera rebaptisé en 1973, "Pacific Stock Exchange". Ce dernier a commencé le trading des options en 1976, qui deviendra son point fort.